# NHK 특집 실크로드
NHK 특집 실크로드(일본어: NHK特集 シルクロード エヌエイチケイとくしゅう シルクロード[*])는 1980년대에 일본방송협회(NHK)에서 제작·방영한 다큐멘터리이다. 10년이 넘는 기간의 준비로 1980년 초부터 총 3부로 나뉘어 월 1회로 방송을 시작하였고, 마지막 편이 1989년 3월에 방송되었다. 1984년에 대한민국의 한국방송공사에서 1부와 2부가 방송되었다.

## 기획 및 제작
일본방송협회의 설명에 의하면, 1972년 9월, 일본의 총리가 중국을 방문하였을 때, 당시 중국의 총리였던 주은래가 취재진을 초청한 자리에서 중국을 외부에 소개해 줄 것을 요청했고, 당시 취재차 총리를 수행했던 NHK의 임원이 실크 로드의 TV 프로그램을 구상하게 되었는데, 해당 지역의 출입이 허가되지 않다가 1978년 10월 중국의 당부주석겸 부수상인 등소평이 일본을 방문했을 때에 촬영을 요청하여 중국과 일본의 공동 프로젝트가 시작되었다고 한다.
장안에서부터 파미르고원에까지의 여정을 담은 1부의 방영은 20%의 시청률을 기록하였고, 취재를 로마까지의 실크 로드로 연장해달라는 요청에 따라 후속편이 제작되었다. 2부는 소련의 협조를 얻어 중국과 소련의 접경 지역인 톈산산맥에서부터 소련의 9개 공화국에 이르는 지역을 거쳐 터키에 이르는 여정을 취재하기도 하였다.

## 방송
1980년 4월부터 1달 간격으로 총 12회, 1983년 4월부터 총 18회로 49분 분량에 총 30회가 방영되었고, 1988년 4월부터는 ‘바다의 실크로드’(海のシルクロード)라는 제목으로 60분 분량에 12회가 방영되었다.

### 한국에서의 방영
1983년 12월에 1968년 이후로 진행되어 온 한일간 방송문화교류의 일환으로 한국방송공사가 1983년 1월 일본방송협회로부터 《실크로드》 12편을 제공받았다고 보도되었다. 《실크로드》는 1984년 4월 13일부터 같은 해 12월 7일까지 매주 금요일 밤 편당 50분씩 1부와 2부 30편 분량이 방송되었다.
국립중앙박물관에서 열람 가능

KBS 방영 프로그램 / 해설:우제근 아니운서(1938~)
1.비단의 고장 장안 (첫회 84.4.13)
2.황하를 건너서 (4.20)
3.사막의 미술관-돈황 (4.27)
4.고비사막의 흑수성-카라코트 (5.4)
5.누란왕국을 찾아서 (5.11)
6.타클라마칸 사막을 넘어 (5.18)
7.호탄-비단과 비취의 고장 (5.25)
8.불타는 사막의 오아시스-투르판 (6.1)
9.천산 산맥을 뚫고 (6.8)
10.음악과 함께하는 여정 (6.15)
11.천마의 옛고향 (6.29)
12.파미르로 가는길 (7.6)
13.간다라 평원으로 (7.13)
14.제왕의 길을 따라서 (7.20)
15.불교왕국 라다크 (8.3)
16.현장법사의 발자취 (8.10)
17.영광의 고대도시 페르세폴리스 (8.17)
18.코란과 페르시아 융단 (8.31)
19.천일야화의 고장-바그다드 (9.7)
20.호수속으로 사라진 길 (9.14)
21.초원의 길을 따라 (9.28)
22.천마의 고장-다반 (10.5)
23.사라진 낙타대상-소그드족 (10.12)
24.초원의 지배자 티무르 (10.19)
25.세계에서 가장 먼 땅 (10.26)
26.비단과 십자가 (11.9)
27.대상들과 함께 서쪽으로-시리아 요르단 (11.16)
28.기마민족의 후예들 (11.23)
29.터키의 비단도시 (11.30)
30.모든 길은 로마로 통한다 (최종회 84.12.7)
출처: http://windman.tistory.com/entry/실크로드-1984년-KBS방영 [그리움이 머무는 곳]

## 음악
음악은 뉴에이지 음악가인 기타로가 담당하였다. 삽입된 20여 곡의 음악은 3장의 음반으로 발매되었다.